# Nabu-ahhe-bullit
Nabu-ahhe-bullit je bio babilonijski satrap u službi Perzijskog Carstva. Sudeći prema njegovu imenu, najvjerojatnije je bio Babilonac koji je služio babilonskog kralja Nabonida čiju je vladavinu 539. pr. Kr. okončao perzijski vladar Kir Veliki. Na položaj satrapa došao je početkom ožujka 538. pr. Kr., nakon smrti Gobriasa I. koji je sudjelovao u Kirovom osvajanju Babilona. Prema mezopotamskim kronikama na klinastom pismu, Nabu-ahhe-bullit je vladao svega tri godine, nakon čega ga je 535. pr. Kr. naslijedio Gobrias II.

## Poveznice
- Kir Veliki
- Gobrias I.
- Gobrias II.
- Babilonija

| Prethodnik:                      | Satrap Babilonije (538. - 535. pr. Kr.) | Nasljednik:                           |
| Gobrias I. (539. - 538. pr. Kr.) | Satrap Babilonije (538. - 535. pr. Kr.) | Gobrias II. (535. - cca 520. pr. Kr.) |

## Vanjske poveznice
- Babilonija - Perzijska satrapija (enciklopedija Iranica, M. A. Dandamayev)  Arhivirana inačica izvorne stranice od 2. siječnja 2009. (Wayback Machine)
- Gobrias 1. (Livius.org, Jona Lendering)  Arhivirana inačica izvorne stranice od 8. kolovoza 2010. (Wayback Machine)